# Glypta nevadana
Glypta nevadana är en stekelart som beskrevs av Dasch 1988. Glypta nevadana ingår i släktet Glypta och familjen brokparasitsteklar. Inga underarter finns listade i Catalogue of Life.